# Madame a des envies
La senyora té desitjos (en francès: Madame a des envies) és un curtmetratge dirigit per Alice Guy-Blaché estrenat l'any 1907.

## Argument
Una dona embarassada s'asseu amb el seu marit al banc d'un parc, al costat d'una nena que menja una piruleta acompanyada pel seu pare. Mentre aquest està distret llegint el diari, la protagonista agafa la piruleta de les mans de la nena i surt corrents, seguida pel seu marit. A continuació, veiem un primer pla de la dona menjant-se la piruleta en expressió d'èxtasi. Quan el pare i la nena arriben a recriminar les seves accions a la protagonista, el seu marit comença a discutir amb el pare fins que aquest es va. Tot seguit, la dona i el seu marit arriben al costat d'un home assegut a una cadira llegint el diari amb una copa d'absenta al costat. La dona agafa la copa de la taula, se la beu i surt de pla, deixant l'home atònit quan intenta prendre un glop i la troba buida.
La parella es troba amb un captaire que menja una arengada, i de nou la dona la hi pren de les mans i fuig mentre se la menja, causant una baralla entre l'home i el seu marit. Després es creuen amb un venedor ambulant, a qui la dona pren la pipa i comença a fumar, un altre cop provocant un altercat entre el venedor i el seu marit. Finalment, els dos arriben a un camp de cols i el marit comença esbroncar la dona per les seves accions, fins al punt de donar-li una empenta que la fa caure sobre una de les cols, sobre el qual acaba naixent el seu nadó, gràcies al qual tornen a reconciliar-se.

## Valor històric
Alice Guy va ser una pionera en l'ús del cinema com un mitjà narratiu, en comptes de recórrer al cinema d'atraccions. La pel·lícula va introduir una nova visió de la figura de la dona al mitjà cinematogràfic. Davant la tradicional passivitat que havia acompanyat la figura de la mare, Alice Guy proposa una representació de la maternitat plena de vitalitat. Els desitjos irrefrenables de la dona esdevenen el fil conductor de la història, la dona esdevé un personatge que es deixa emportar per la voluntat de consumar els seus plaers sense la necessitat d'una figura masculina, que esdevé gairebé accessòria en la forma del marit que porta el cotxet. El film és una de les primeres instàncies de la perspectiva de gènere penetrant a la comèdia cinematogràfica.